# Kay Brem
Kay Brem (nacido en 1982 en Suiza) es el bajista de la banda de folk metal Eluveitie.

## Discografía

### ConEluveitie
- 2009 - Evocation I - The Arcane Dominion
- 2010 - Everything Remains (As It Never Was)
- 2012 - Helvetios
- 2014 - Origins

## Equipo
- Bajo: Schecter
- Cuerdas: DR
- Amplificadores: Ampeg & Ashdown
- Micrófonos: AUDIX
- Auriculares: Audioprotect In-Ears